# Скальбмеж (гміна)
Гміна Скальбмеж (пол. Gmina Skalbmierz) — місько-сільська гміна у східній Польщі. Належить до Казімерського повіту Свентокшиського воєводства.
Станом на 31 грудня 2011 у гміні проживало 6835 осіб.

## Територія
Згідно з даними за 2007 рік площа гміни становила 86.21 км², у тому числі:
- орні землі: 92.00%
- ліси: 0.00%

Таким чином, площа гміни становить 20.41% площі повіту.

## Населення
Станом на 31 грудня 2011:
| Опис     | Загалом | Загалом | Чоловіки | Чоловіки | Жінки | Жінки |
| -------- | ------- | ------- | -------- | -------- | ----- | ----- |
| одиниця  | осіб    | %       | осіб     | %        | осіб  | %     |
| все      | 6835    | 100     | 3415     | 49.96    | 3420  | 50.04 |
| міське   | 1355    | 100     | 659      | 48.63    | 696   | 51.37 |
| сільське | 5480    | 100     | 2756     | 50.29    | 2724  | 49.71 |

## Сусідні гміни
Гміна Скальбмеж межує з такими гмінами: Дзялошице, Казімежа-Велька, Палечниця, Рацлавіце, Чарноцин.